# آریل آمایا
آریل آمایا (انگلیسی: Ariel Amaya؛ زادهٔ) بازیکن فوتبال اهل آرژانتین است.
از باشگاه‌هایی که در آن بازی کرده‌است می‌توان به باشگاه فوتبال تیگرس اونال اشاره کرد.